# جان گارمندی
جان گارمندی (به انگلیسی: John Garamendi) نمایندهٔ حوزه انتخابیه سوم کالیفرنیا از حزب دموکرات ایالات متحده آمریکا در مجلس نمایندگان ایالات متحده آمریکا است که برای نخستین‌بار در ۳ نوامبر ۲۰۰۹ میلادی به‌عضویت این مجلس درآمد.